# Liste der Bodendenkmale in Rüdersdorf bei Berlin
In der Liste der Bodendenkmale in Rüdersdorf bei Berlin sind alle Bodendenkmale der brandenburgischen Gemeinde Rüdersdorf bei Berlin und ihrer Ortsteile aufgelistet. Grundlage ist die Veröffentlichung der Landesdenkmalliste mit dem Stand vom 31. Dezember 2020.
Die Baudenkmale sind in der Liste der Baudenkmale in Rüdersdorf bei Berlin aufgeführt.

## Bodendenkmale
| Gemarkung                    | Flur   | Kurzansprache | Bodendenkmalnummer | Bemerkung | Bild |
| ---------------------------- | ------ | --- | ------------------ | --------- | ---- |
| Rüdersdorf bei Berlin (Lage) | 10, 35 | Siedlung Bronzezeit, Einzelfund Neuzeit, Einzelfund slawisches Mittelalter, Wüstung deutsches Mittelalter                                                                                          | 60005              |           |      |
| Rüdersdorf bei Berlin (Lage) | 4      | Siedlung Urgeschichte | 60010              |           |      |
| Rüdersdorf bei Berlin (Lage) | 1      | Einzelfund deutsches Mittelalter, Rast- und Werkplatz Mesolithikum, Siedlung slawisches Mittelalter                                                                                                | 60073              |           |      |
| Rüdersdorf bei Berlin (Lage) | 5      | Gräberfeld Bronzezeit | 60079              |           |      |
| Rüdersdorf bei Berlin (Lage) | 4      | Siedlung Bronzezeit, Einzelfund deutsches Mittelalter | 60080              |           |      |
| Rüdersdorf bei Berlin (Lage) | 4      | Gräberfeld Bronzezeit | 60082              |           |      |
| Rüdersdorf bei Berlin (Lage) | 35     | Siedlung Bronzezeit | 60083              |           |      |
| Rüdersdorf bei Berlin (Lage) | 3, 29  | Siedlung Urgeschichte | 60084              |           |      |
| Rüdersdorf bei Berlin (Lage) | 4      | Siedlung slawisches Mittelalter, Siedlung Urgeschichte, Siedlung Bronzezeit, Einzelfund Neuzeit, Gräberfeld römische Kaiserzeit, Einzelfund Völkerwanderungszeit, Einzelfund deutsches Mittelalter | 60092              |           |      |
| Rüdersdorf bei Berlin (Lage) | 5      | Siedlung Bronzezeit, Einzelfund slawisches Mittelalter | 60099              |           |      |
| Rüdersdorf bei Berlin (Lage) | 2      | Siedlung Bronzezeit, Einzelfund slawisches Mittelalter | 60109              |           |      |
| Rüdersdorf bei Berlin (Lage) | 1      | Dorfkern deutsches Mittelalter, Dorfkern Neuzeit, Friedhof Neuzeit, Einzelfund slawisches Mittelalter, Friedhof deutsches Mittelalter                                                              | 60110              |           |      |
| Rüdersdorf bei Berlin (Lage) | 4      | Siedlung römische Kaiserzeit | 60111              |           |      |
| Rüdersdorf bei Berlin (Lage) | 4      | Siedlung Urgeschichte | 60112              |           |      |
| Rüdersdorf bei Berlin (Lage) | 33     | Produktionsstätte Neuzeit | 60113              |           |      |
| Rüdersdorf bei Berlin (Lage) | 9, 14  | Dorfkern deutsches Mittelalter, Dorfkern Neuzeit, Kirche deutsches Mittelalter, Kirche Neuzeit | 60114              |           |      |
| Herzfelde (Lage)             | 2, 5   | Gräberfeld Bronzezeit | 60701              |           |      |
| Herzfelde (Lage)             | 1      | Siedlung Steinzeit | 60702              |           |      |
| Herzfelde (Lage)             | 1      | Steinkreuz deutsches Mittelalter | 60703              |           |      |
| Herzfelde (Lage)             | 1      | Dorfkern deutsches Mittelalter, Steinkreuz deutsches Mittelalter, Dorfkern Neuzeit | 60704              |           |      |
| Herzfelde (Lage)             | 3      | Siedlung Urgeschichte | 60705              |           |      |
| Lichtenow (Lage)             | 2      | Siedlung römische Kaiserzeit | 60739              |           |      |
| Lichtenow (Lage)             | 2      | Dorfkern deutsches Mittelalter, Dorfkern Neuzeit | 60740              |           |      |